# Sylvia Steinbrecht
Sylvia Steinbrecht (Berna, 1977) és una directora artística andorrana d'origen suís. Es va graduar en la segona promoció de l'Escola Superior de Cinema i Audiovisuals de Catalunya (ESCAC), i actualment també n'és professora.
Debutà en cinema el 1996, formant part del departament artístic d'El domini del sentits. Va continuar el 2002 com a decorador a Darkness de Jaume Balagueró i a produccions internacionals com El maquinista (2004) Sahara (2005), El perfum: història d'un assassí (2006), Vicky Cristina Barcelona (2008). El 2010 va guanyar el premi del jurat al Global Nonviolent Film Festival pel seu treball a Floquet de neu i el 2012 fou nominada als CinEuphoria Awards pel seu treball a Biutiful. Fou nominada al Gaudí a la millor direcció artística pel seu treball a 3 bodas de más el 2014 i El rei borni el 2017. El 2020 va rebre el premi a la millor direcció artística per Elisa y Marcela. El 2022 fou nominada als Premis Goya per la direcció d'art a la pel·lícula Los renglones torcidos de Dios, d'Oriol Paulo.

## Filmografia
Dissenyadora de producció
- Cruzando el límite (2010)
- Floquet de neu (2011)
- Una pistola a cada mà (2012)
- 13 dies d'octubre (2015)
- Foodie Love (sèrie de televisió, 2019)

Directora artística
- Iris (2001)
- Joc de mentides (2003)
- Biutiful (2010)
- 3 bodas de más (2013)
- The Gunman (2015)
- Sweet Home (2015)
- Summer Camp (2015)
- Ahora o nunca (2015)
- El rei borni (2016)
- 100 metros 82016)
- La enfermedad del domingo (2018)
- Elisa y Marcela (2019)